# رشاد كثيف الزهرة
الرشاد كثيف الزهرة نوع نباتي ينتمي إلى جنس الرشاد من الفصيلة الصليبية.

## الموئل والانتشار
موطنه أمريكا الشمالية حيث ينتشر في كندا والولايات المتحدة. انتشر أيضا كنبات دخيل في أوروبا.